# Voroteț, Orhei
Voroteț este un sat din cadrul comunei Chiperceni din raionul Orhei, Republica Moldova. Se află între satele Otac și Pohrebeni la 20 km distanță de râul Nistru, 25 km de orașul Orhei și aproximativ 26 km de Rezina.  Întemeiat în sec. XVI. Biserică cu hramul Sf. Arhanghel Mihail. La începutul sec. XX avea 69 de case cu o populație de 476 suflete, țărani români. Împrejurul satului existau multe păduri, care au fost defrișate în mare parte după cel de al doilea război mondial. În anul 1930 a făcut parte din plasa Rezina a fostului județ Orhei, iar în anul 1938 a trecut în plasa Chiperceni a aceluiași județ. În anii sovietici 1940-1941 și 1944-1956 a făcut parte din fostul raion Chiperceni
Represiunile staliniste și războiul au afectat populația localității. În anul 1970 populația satului alcătuia 1111 suflete. Colhozul " Prietenia", existent în vremurile sovietice, era specializat în tutunărit, dar s-au mai cultivat și poame, struguri, s-au crescut animale. În anii 70 în sat exista școală de 8 ani, club, cinematograf, bibliotecă, punct medical, magazin.
Voroteț își are rădăcinile înclinate în negura timpului. Până la noi au ajuns mai multe versiuni ce vorbesc despre originea satului .Una din aceste legende spune că  locurile de pe aici aparțineau unui boier. Boierul era foarte bogat și avea 4 feciori. Feciorii trăiau în frică și supunere, căci de temut si neoprit era boierul și la înfățișare, dar și la suflet. Feciorii se închinau până la pământ, precum se închinau și oamenii cu care se întâlnea. Când feciorii au crescut, boierul s-a retras într-o căsuță, care era construită pe locul satului de azi. Vreau sa spun însă pe aceste locuri s-au refugiat în căutare de pământuri, mulți ruși si ucraineni. Iar figura impunătoare a boierului i-a făcut sa-l numească „oteț” adică tata, așa cum îl numea feciorii. Boierul, avea însă o patimă, de care nu se putea lăsa și care avea să-i pună pecetea neagră întegrarii sale familii. Boierului nu-i erau destul bogățiile sale și punea mâna pe bogățiile boierilor vecini, ba chiar și pe a țăranilor nevoiași. Cel mai rușinos a fost observat de ochiul neadormit al sătenilor și prin întunericul de la cotiturile drumurilor așteptându-și prada. Această patimă ia mai adăugat un nume pe lângă cel dăruit de părinți și de preot în urma sfântului botez și pe lângă cel dat de sat și feciori, astfel el a fost numit „vor” adică hoț, iar dacă cineva din fii săi sau săteni veneau la dânsul, oamenii spuneau ca vin la vor-ateț, de unde a și rămas rădăcina satului „Voroteț”
Altă legendă spune că aceste pământuri erau foarte bogate. Pe dealuri și câmpii erau păduri, lemnul cărora era căutat de lucrătorii de corăbii. Ceara cu plăcuta mireasmă a florilor de tei se socotea una dintre cele mai bune. Pădurile mișunau de animale pentru vânătoare. Iar caii erau recunoscuți și la vecinii ca cei mai sprinteni. Pe timpul domniei lui Stefan cel Mare în urma unei biruințe ostașii și-au cerut voie să construiască pe aceste locuri o localitate. Au început construcțiile de la porțile ei, care avea sa-i apere în vremuri cu primejdie. Dar nu le-a fost dat acelor oameni să se statornicească cu traiul aici. Cornul de alarmă a lui Ștefan-Vodă a sunat pe întreaga țară, adunând sub flamura tricolora oamenii acestui neam. Au plecat și bravii oșteni, neîmplinindu-și visul până la capăt.
S-a terminat bătălia, dar la singuraticile porți nu se întoarse nimeni. Ele strâmtorau văduvite împrejurimilor în așteptarea stăpânilor. Oamenii din împrejurimi înconjurau aceste locuri. Spuneau că oamenii au venit aici într-un ceas rău, odată ce toți stăpânii lor au căzut în bătălie. În secolul XVI în căutare de pământuri în Moldova au venit mulți ruși. Ei sau aranjat cu traiul în locuri mai puțin populate. Cu un pic de frica și teamă ei s-au îndreptat și spre porțile de acum ruinate. Localitatea a fost numită Voroteț de la „Vorota” în limba rusă, ce în limba moldoveneasca „poartă”.

## Mahale / cartiere
Mahalaua Ghiholăria
Partea de la răsărit a satului este numită Ghiholăria. Din legenda satului știm că aceste locuri erau foarte bogate. Ea spune că aici se găseau foarte multe bogății ale pământului, animale domestice și fiare sălbatice. Anume în partea de răsărit au fost construite trei fântâni. La aceste fântâni erau adăpați bivolii, ce aparțineau boierilor. Fântânile s-au păstrat până azi. Iar locul deoarece era mistuit sub copita grelelor animale a fost numită de locuitori Ghiholarie, adică bovolărie.
Boierul a murit, iar moștenitorii n-au dorit să se îndeletnicească cu creșterea bivolilor, deoarece era primejdios să crești așa animale. Oamenii, însă s-au așezat pe acel loc cu traiul, în jurul fântânilor datatoare de viață, sfințitul cu numele moștenit de la boier.
Mahalaua Cenușarii      
Centrul satului este cel mai așezat și mai drept. Aici se afla locul cel mai înalt.
Legenda spune, că când au venit primii oameni nu aveau locuințe și la un rug comun, făcut pe locul cel mai înalt pregăteau mâncarea și se încălzeau. De aceea aici niciodată nu se termină cenușa. Când s-au format celelalte mahale, oamenii aveau de acum gospodării, iar vatra satului și primii oameni care au venit aici au fost numiți cenușari, de unde se trage si denumirea măhalei.
Mahalaua Baba
Partea de la asfințit a satului este numită și până azi Baba. Această parte a satului a fost populată mai târziu. Locul era cam deluros.
Din cauza locului neprielnic pentru o gospodărie, pământul rămânea de izbeliște. O singura căsuță albea în întunericul nopții și la lumina zilei și iarna, și vara. În această căsuță trăia o babă doftoroaie, care și-a ales natura bogată, în sânul căreia trăia. Și dacă în sat se întâmpla vreo primejdie, se trimitea la babă după ajutor. Ea apărea repede cu o legăturică de buruieni și cu un descântec pe buze de-i lua durerea bolnavului. Iar mai târziu oamenii au trecut cu traiul dincolo de râpă, formând mahalaua „baba” în numele babei izbăvitoare de chinuri.